# .it
.it (Itália) é o código TLD (ccTLD) na Internet para a Itália.